# Merab Eliosischwili
Merab Eliosischwili (georgisch მერაბ ელიოზიშვილი; * 1934 in Zchinwali, Südossetisches Autonomes Gebiet, Georgische SSR, UdSSR; † 4. Januar 2012 in Tiflis, Georgien) war ein georgischer Schriftsteller.

## Leben
Er wurde als Sohn eines Agronomen geboren und studierte bis 1957 an der Fakultät für Asienwissenschaft der Staatlichen Universität Tiflis. Ab 1958 war er als freischaffender Schriftsteller tätig und betätigte sich auch als Schauspieler, wobei er insbesondere in Verfilmungen eigener Werke auftrat.

## Werke
- molodini (Erwartung), Erzählungsband, 1961
- didedebi da svilisvilebi (Großmütter und Enkel), Erzählungsband, 1964
- sinos citeli xarebi (Sinos rote Ochsen), Erzählungsband, 1968
- beberi mezurneebi (Die alten Musikanten), Erzählungsband, 1968; Die Erzählung Die alten Musikanten erschien 1982 in der Freien Welt in deutscher Übersetzung.
- piesebi da kinoscenarebi (Stücke und Filmszenarien), 1982

## Filmografie
- 1968: Ein großes, grünes Tal (Didi mtswane weli)